# Melipilla (província)
Melipilla é uma província do Chile localizada na Região Metropolitana de Santiago, tem superfície de 4.065,7 km² e população de 141.165 habitantes. A capital provincial é a cidade de Melipilla.
A administração da província está a cargo da governadora Paula Gárate.

## Geografia
A província localiza-se na porção oeste da Região Metropolitana de Santiago, limitando-se: a leste com as províncias de Chacabuco, Santiago, Talagante e Maipo; a noroeste com Marga Marga, Valparaíso e San Antonio, na Região de Valparaíso; a sul com Cachapoal e Cardenal Caro, na Região de O'Higgins.
A província é constituída por 5 comunas:
- Curacaví
- María Pinto
- Melipilla
- San Pedro
- Alhué